# Martenshoek
Martenshoek est un quartier et un ancien hameau de la commune néerlandaise de Midden-Groningue, dans la province de Groningue.